# Superpuchar Polski 1990
La 5ª edizione della Supercoppa di Polonia  si è svolta il 9 settembre 1990. Allo Stadion im. Zdzisława Krzyszkowiaka di Bydgoszcz si scontrano il Lech Poznań, vincitore del campionato e il Legia Varsavia, vincitore della coppa nazionale.
A vincere il trofeo è stato il Lech Poznań.

## Tabellino
| Arbitro: | Michał Listiekwicz |

|                                     |           |              |
| Pachelski 24’ Gębura 57’ Moskal 68’ | Marcatori | 10’ Świetlik |